# Den stora matresan
Den stora matresan är en svensk dokumentärserie som hade premiär hösten 2011 på Sjuan.
I programmet reser programledaren och tv-kocken Per Morberg från Lappland i norr till Skåne i söder för att ta till vara kokkonst från förr och guldgruvor i form av nedärvda recept som finns gömda i landets många kök.
Morberg möter människor som har stor kunskap om just den traktens bästa recept och lagar, på sitt eget sätt och med de finaste lokala råvarorna, några av de maträtter som är kännetecknande för regionen. Bland annat besöker han Öland, Lappland, Västkusten, Skåne och Höga kusten.
Premiärprogrammet sågs av 325 000 svenskar.